# Cryptopygus subantarcticus
Cryptopygus subantarcticus är en urinsektsart som beskrevs av Wise 1970. Cryptopygus subantarcticus ingår i släktet Cryptopygus och familjen Isotomidae. Inga underarter finns listade i Catalogue of Life.